# All That’s Left of You
All That’s Left of You (auch Illi baqi minnak) ist ein Filmdrama von Cherien Dabis. Im Mittelpunkt der arabischsprachigen Familiensaga, die sich von 1948 bis in die nahe Gegenwart erstreckt, stehen drei Generationen einer palästinensischen Familie. Die Regisseurin spielt eine Mutter, die schildert, wie eine Reihe von Ereignissen zu Schüssen auf ihren Sohn bei einer Protestkundgebung geführt haben und wie ihr Vater Opfer der Zwangsvertreibung wurde. All That’s Left of You feierte Ende Januar 2025 beim Sundance Film Festival seine Premiere und soll im November 2025 in die deutschen Kinos kommen.

## Handlung
Ende der 1980er Jahre im besetzten Westjordanland. Noor lebt in Nablus in einer palästinensischen Familie. Als der Teenager bei einer Protestkundgebung gegen israelische Soldaten teilnimmt und kurzerhand in die Intifada-Rufe einstimmt, eröffnen die Soldaten das Feuer.

## Produktion

### Filmstab und Besetzung

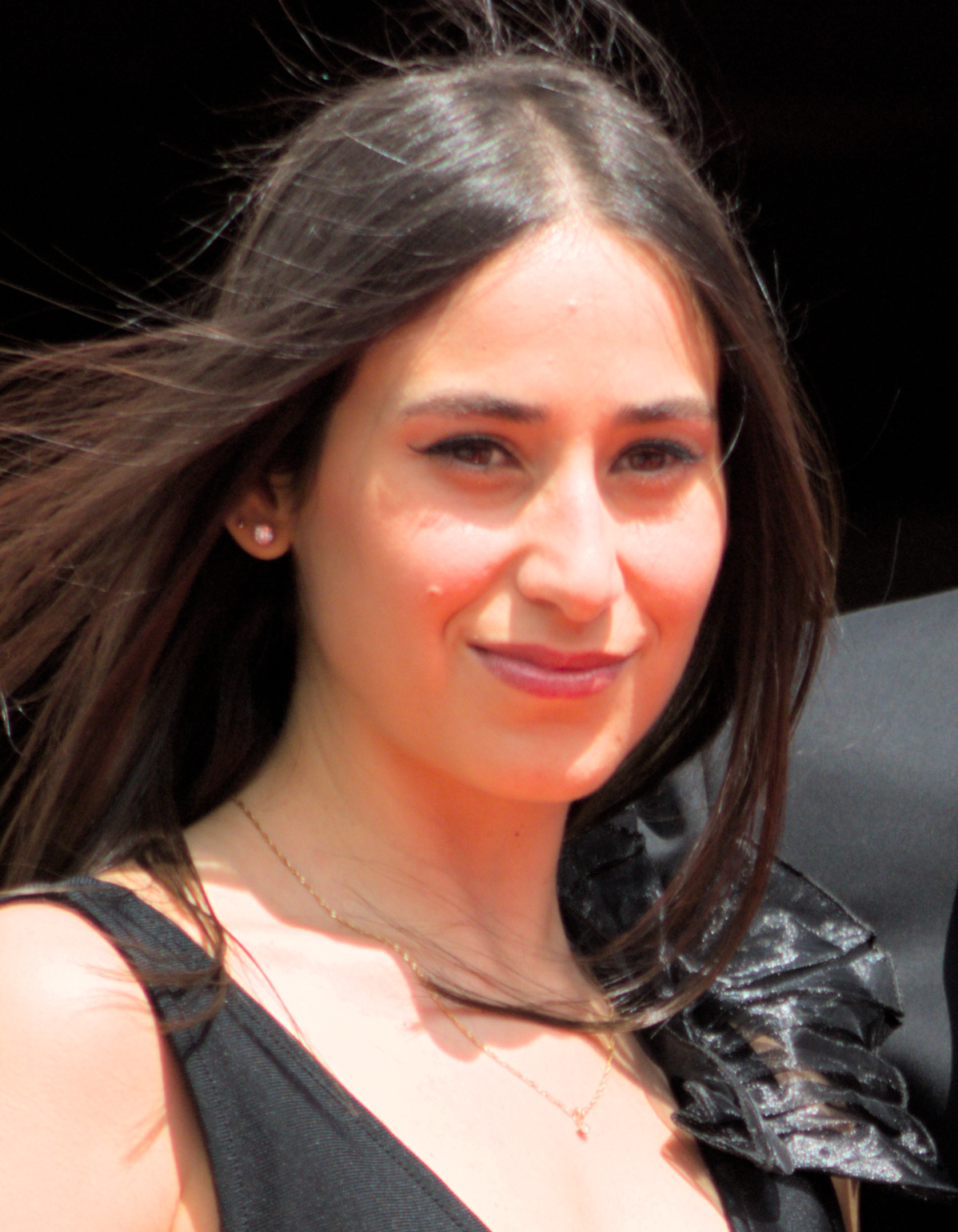
Maria Zreik spielt Noors Großmutter als junge Frau

Regie führte Cherien Dabis, die auch das Drehbuch schrieb. Die in New York lebende palästinensische Regisseurin ist bekannt für ihren Film Willkommen in Amerika, der 2009 in Cannes mit dem FIPRESCI-Preis ausgezeichnet wurde. Zuvor arbeitete Dabis auch an den Fernsehserien Only Murders in the Building und Ozark.
Der aus einer Hauptrolle in Farah Nabulsis Filmdrama The Teacher bekannte Nachwuchsschauspieler Muhammad Abed Elrahman spielt Noor und Adam Bakri und die Israelin Maria Zreik dessen Großeltern Sharif und Munira. Als alter Mann wird Sharif von Mohammad Bakri gespielt, Adam Bakris Vater. Sein Bruder Saleh Bakri ist in der Rolle des erwachsenen Salim zu sehen. Regisseurin Dabis spielt Noors betagte Mutter Hanan. Der Österreicher Dominik Maringer ist in der Rolle von Ari zu sehen. Das Casting übernahmen Waseem Khair, Mohammad Kloob und Bissan Tibi.

### Filmförderung und Dreharbeiten
Der Film erhielt von der Mitteldeutschen Medienförderung eine Produktionsförderung in Höhe von 300.000 Euro, vom Medienboard Berlin-Brandenburg in Höhe von 200.000 Euro und aus dem Sonderprogramm von Eurimages 500.000 Euro.
Der Film befand sich während der Anschläge vom 7. Oktober 2023 und der anschließenden israelischen Invasion in Gaza in der Vorproduktion in Palästina, sodass die Dreharbeiten von Jericho nach Zypern und Griechenland verlegt werden mussten. Als Kameramann fungierte Christopher Aoun. Er wurde in Beirut geboren, wuchs im Libanon auf, studierte ab 2006 zunächst Kamera an der Université Saint Joseph, ist Absolvent der Hochschule für Fernsehen und Film München und arbeitete unter anderem für Der Mann, der seine Haut verkaufte von Kaouther Ben Hania.

### Filmmusik und Veröffentlichung
Die Filmmusik komponierte Amin Bouhafa, der in der Vergangenheit für Filme wie Gagarin – Einmal schwerelos und zurück von Fanny Liatard und Jérémy Trouilh und ebenfalls für Der Mann, der seine Haut verkaufte tätig war.
Die Weltpremiere des Films fand am 25. Januar 2025 beim Sundance Film Festival statt. Im April 2025 wurde All That’s Left of You beim San Francisco International Film Festival gezeigt. Im Juni 2025 sind Vorstellungen beim Sydney Film Festival geplant, im Juli 2025 beim Internationalen Filmfestival Karlovy Vary. Der Kinostart in Deutschland ist am 20. November 2025 geplant.

## Rezeption

### Kritiken
Von den bei Rotten Tomatoes aufgeführten Kritiken sind alle positiv.

### Auszeichnungen

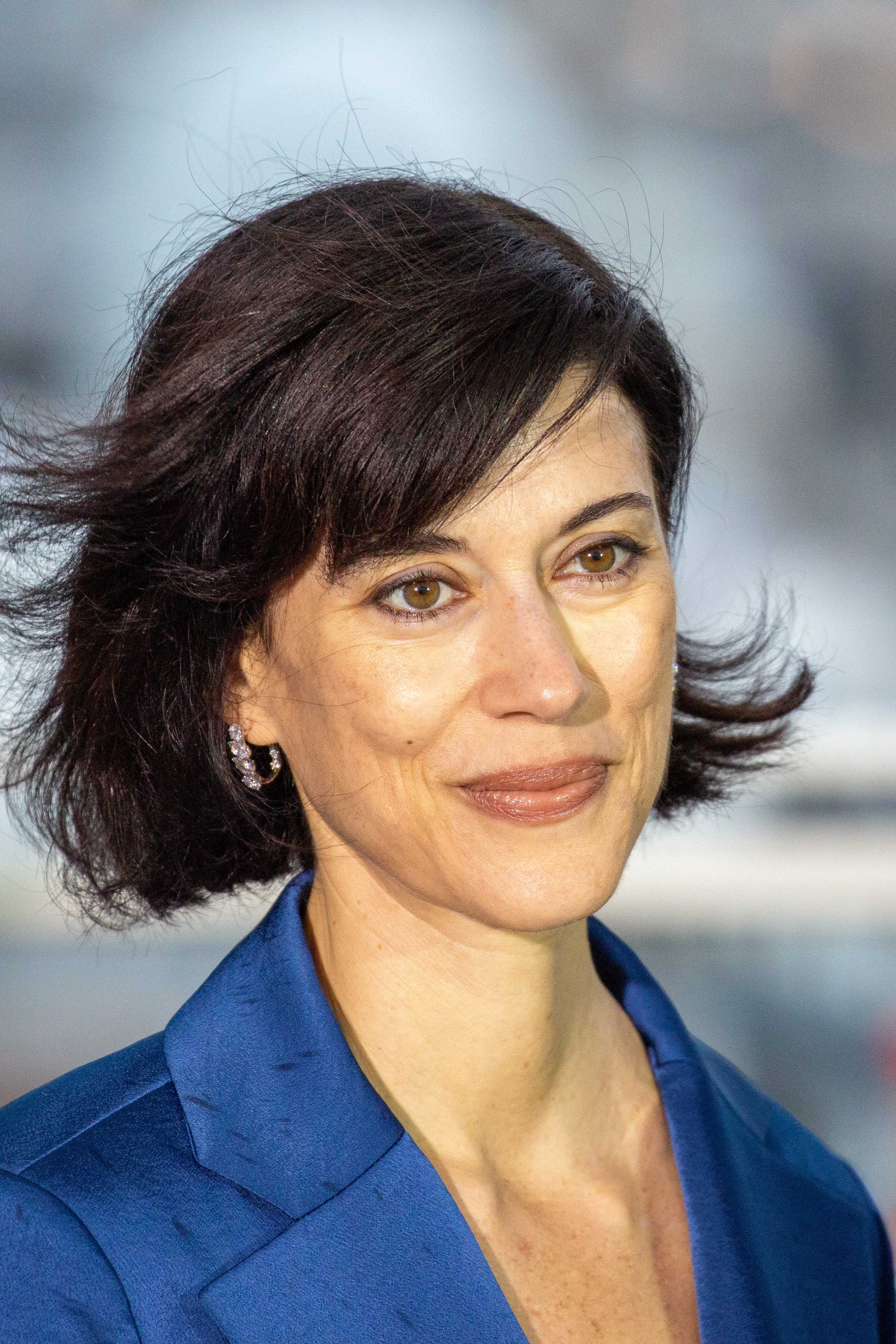
Regie führte Cherien Dabis

Internationales Filmfestival Shanghai 2025
- Nominierung für den Publikumspreis in der Belt and Road Film Week (Cherien Dabis)[10]

Malaysia Film Festival 2025
- Auszeichnung als Bester Film
- Auszeichnung für das Beste Drehbuch (Cherien Dabis)[11]

San Francisco International Film Festival 2025
- Auszeichnung als Bester Spielfilm mit dem Golden Gate Award (Cherien Dabis)
- Auszeichnung mit dem Publikumspreis (Cherien Dabis)[12]

Sydney Film Festival 2025
- Nominierung für den Sydney Film Prize (Cherien Dabis)
- Auszeichnung als Bester internationaler Spielfilm mit dem Publikumspreis[13]